# Nationale 1 1977-1978 (pallavolo femminile)
La Nationale 1 francese di pallavolo femminile 1977-1978 si è svolta tra il 1977 ed il 1978: al torneo hanno partecipato 8 squadre di club francesi e la vittoria finale è andata per la quinta volta al Paris Université Club.

## Regolamento
Il campionato si è svolto con un girone all'italiana dove le 6 squadre si sono affrontate in gare di andata e ritorno: al termine della prima fase, le prime quattro classificate hanno acceduto ad un girone per l'assegnazione dello scudetto, sfidandosi per tre volte e conservando i risultati della regular season; le ultime due classificate invece, hanno disputato i play-out per la permanenza in massima serie, sfidando le prime due classificate in Nationale 2.

## Squadre partecipanti
- Clamart
- ASUL Lyon
- ASPTT Montpellier
- Nancy
- Paris UC
- Tourcoing

## Torneo

### Regular season

#### Classifica
| Pos. | Squadra           | Pt | G  | V | P | SV | SP | Ratio | PF | PS | Ratio |
| ---- | ----------------- | -- | -- | - | - | -- | -- | ----- | -- | -- | ----- |
| 1.   | Paris UC          | -  | 10 | - | - | -  | -  | -     | -  | -  | -     |
| 2.   | ASPTT Montpellier | -  | 10 | - | - | -  | -  | -     | -  | -  | -     |
| 3.   | ASUL Lyon         | -  | 10 | - | - | -  | -  | -     | -  | -  | -     |
| 4.   | Nancy             | -  | 10 | - | - | -  | -  | -     | -  | -  | -     |
| 5.   | Clamart           | -  | 10 | - | - | -  | -  | -     | -  | -  | -     |
| 6.   | Tourcoing         | -  | 10 | - | - | -  | -  | -     | -  | -  | -     |

| Ammesse ai play-off scudetto | Ammesse ai play-out |

### Play-off scudetto

#### Classifica
| Pos. | Squadra           | Pt | G  | V | P  | SV | SP | Ratio | PF | PS | Ratio |
| ---- | ----------------- | -- | -- | - | -- | -- | -- | ----- | -- | -- | ----- |
| 1.   | Paris UC          | 21 | 12 | 9 | 3  | 32 | 20 | 1.066 | -  | -  | -     |
| 2.   | ASPTT Montpellier | 19 | 12 | 7 | 5  | 26 | 19 | 1.368 | -  | -  | -     |
| 3.   | ASUL Lyon         | 19 | 12 | 7 | 5  | 24 | 20 | 1.200 | -  | -  | -     |
| 4.   | Nancy             | 13 | 12 | 1 | 11 | 13 | 35 | 0.371 | -  | -  | -     |

| Campione di Francia |

## Verdetti
- Paris UC Campione di Francia 1977-78 e qualificata alla Coppa dei Campioni 1978-79.
- ASPTT Montpellier qualificata alla Coppa delle Coppe 1978-79.